# Thinali
Thinali (griechisch Θινάλι (n. sg.)) ist ein Gemeindebezirk auf der griechischen Insel Korfu. Als Gemeinde Thinali 1989 gegründet, wurde diese 2010 als einer von 15 Gemeindebezirken zur Gemeinde Kerkyra fusioniert. Diese umfasst die gesamte Insel sowie die Diapontischen Inseln.

## Lage
Der Gemeindebezirk Thinali ist im Norden der Ionischen Insel Korfu gelegen. Er wird im Südosten und Süden vom Pantokrator, dem höchste Berg Korfus, dominiert. Mit 77,899 km² ist Thinali der flächengrößte Gemeindebezirk der Gemeinde Kerkyra. Benachbarte Gemeindebezirke sind Kassiopi im Osten, Feakes im Süden und Esperies im Westen.

## Verwaltungsgliederung
Die Gemeinde Thinali (Δήμος Θιναλίου Dímos Thinalíou) wurde 1989 aus dem Zusammenschluss von sieben Landgemeinden gegründet. Verwaltungssitz war Acharavi. Nach dem Anschluss der Landgemeinde Nymfes 1994 wurde die Gemeinde im Zuge der Gebietsreform 1997 um die Landgemeinden Klimatia und Xanthates erweitert. Als einer von 15 Gemeindebezirken ging Thinali gemäß der Verwaltungsreform 2010 in der neu gebildeten Gemeinde Kerkyra auf.
| Stadtbezirk/ Ortsgemeinschaft | griechischer Name                   | Code     | Fläche (km²) | Einwohner 2001 | Einwohner 2011 | Dörfer und Siedlungen, unbewohnte Inseln                                                               |
| ----------------------------- | ----------------------------------- | -------- | ------------ | -------------- | -------------- | --- |
| Agios Pandeleimonas           | Τοπική Κοινότητα Αγίου Παντελεήμονα | 32030101 | 06,937       | 0906           | 1207           | Agios Pandeleimonas, Acharavi, Fourni, Lazaratika, Priftiatika, Strongyli, Vrachleri                   |
| Episkepsi                     | Τοπική Κοινότητα Επισκέψεως         | 32030102 | 08,178       | 0579           | 0537           | Episkepsi, Agios Stefanos                                                                              |
| Klimatia                      | Τοπική Κοινότητα Κληματιάς          | 32030103 | 07,290       | 0510           | 0289           | Klimatia, Episkopi, Kyprianades                                                                        |
| Lavki                         | Τοπική Κοινότητα Λαυκίου            | 32030104 | 05,249       | 0407           | 0229           | Lavki, Agios Martinos, Psachnia, Trimodi                                                               |
| Loutses                       | Τοπική Κοινότητα Λουτσών            | 32030105 | 06,142       | 0355           | 0223           | Loutses, Anapaftiria, Apraos, Magarik                                                                  |
| Nymfes                        | Δημοτική Κοινότητα Νυμφών           | 32030106 | 07,116       | 1.124          | 0995           | Nymfes, Platonas                                                                                       |
| Xanthates                     | Τοπική Κοινότητα Ξανθάτων           | 32030107 | 02,393       | 0320           | 0189           | Xanthates                                                                                              |
| Perithia                      | Τοπική Κοινότητα Περιθείας          | 32030108 | 16,504       | 0539           | 0569           | Perithia, Agios Ilias, Vathy, Vasilika, Vouni, Karniaris, Krinia, Pelekito, Perouli, Pithos, Riliatika |
| Petalia                       | Τοπική Κοινότητα Πεταλείας          | 32030109 | 13,126       | 0193           | 0209           | Petalia, Droseri, Eriva, Perama, Strinylas                                                             |
| Sfakera                       | Τοπική Κοινότητα Σφακερών           | 32030110 | 04,628       | 0579           | 0788           | Sfakera, Roda                                                                                          |
| Gesamt                        | Gesamt                              | 320301   | 77,563       | 5512           | 5226           | |